# Clubiona leonilae
Clubiona leonilae là một loài nhện trong họ Clubionidae.
Loài này thuộc chi Clubiona. Clubiona leonilae được Alberto Barrion & James A. Litsinger miêu tả năm 1995.